# Рэп
Рэп или исполнение рэпа (англ. rap, rapping), также известное как рифмование (rhyming), фристайл (freestyling, или в просторечии spitting), эмсиинг (emceeing) или MC’инг (MCing, M.C.’ing) — музыкальная форма вокальной подачи, включающая в себя «рифму, ритмичную речь и уличный жаргон», которая исполняется или произносится нараспев различными способами, как правило, под фоновый бит или музыкальный аккомпанемент. Компоненты рэпа включают в себя «содержание» (то, что говорится), «флоу» (ритм, рифма) и «подачу» (каденция, тон). Рэп отличается от устной поэзии тем, что обычно исполняется под музыкальное сопровождение. Рэп — основной элемент хип-хоп-музыки, обычно ассоциируется именно с этим жанром и даже служит его метонимией; однако истоки рэпа на много лет предшествовали появлению хип-хоп-культуры.
Предшественниками современного рэпа являются западноафриканская традиция гриотов, определённые вокальные стили блюза, джаза, афроамериканская поэзия 1960-х годов и Sprechgesang. Современное использование рэпа в популярной музыке зародилось в Бронксе, Нью-Йорк, в 1970-х годах, наряду с жанром хип-хоп и культурным движением. Исполнение рэпа развилось из роли мастера церемоний (master of ceremonies — переделанное в emcee — эмси) на вечеринках на сцене. Они поощряли и развлекали гостей между диджейскими сетами, которые эволюционировали в более продолжительные выступления.
Рэп обычно исполняется под бит, как правило, с помощью диджея, тёрнтейблиста, битбоксера или исполняется а капелла без аккомпанемента. Стилистически рэп занимает серую область между речью, прозой, поэзией и пением. Слово, которое предшествовало музыкальной форме, изначально означало «слегка ударить», а теперь используется для описания быстрой речи или остроумия. Это слово использовалось в британском варианте английского языка с XVI века. Это слово было частью афроамериканского диалекта английского языка в 1960-х годах, и оно означало «общаться», и вскоре после этого использовалось в его нынешнем употреблении в качестве термина, обозначающего музыкальный стиль. Сегодня термин «рэп» настолько тесно связан с хип-хоп-музыкой, что многие авторы используют эти термины как синонимы.
Рэп как речитатив присутствует не только в хип-хоп-музыке, но и в других жанрах: многие исполнители драм-н-бейс используют рэп; достаточно часто, особенно в связи с высокой популярностью, рэп используется в поп-музыке, образуя поп-рэп; в рок-музыке он встречается в таких жанрах, как рэпкор, ню-метал, альтернативный рок, альтернативный рэп и некоторых других, например, в новых направлениях хардкор-рэп-музыки. Поп-музыканты и исполнители современного R&B также нередко используют рэп в своих композициях.

## История

### Этимология и использование
Английский глагол rap имеет различные значения, в том числе «наносить удар, особенно быстрым, умным или лёгким ударом», а также «произносить резко или энергично: произносить команду». В «Кратком оксфордском словаре английского языка» указан 1541 год для первого зарегистрированного использования слова со значением «произнести (особенно клятву) резко, решительно или внезапно». Словарь американского сленга Вентворта и Флекснера даёт значение «говорить, узнавать или признавать знакомство с кем-либо», датируемое 1932 годом, а более позднее значение — «разговаривать, особенно в открытой и откровенной манере». Именно из этих значений вытекает музыкальная форма рэпа, и это определение может быть дано в результате укорочения остроумного ответа. Слово рэпер относится к исполнителю, который «читает рэп». К концу 1960-х годов, когда Хьюберт Г. Браун сменил своё имя на Х. Рэп Браун, рэп был сленговым термином, обозначающим речь или высказывание, и был распространён среди «модной» толпы в протестных движениях, но он не ассоциировался с музыкальным стилем в течение ещё десятилетия.
Рэп использовался для описания разговоров на пластинках ещё в 1971 году, в альбоме Айзека Хейза Black Moses в названиях таких треков, как «Ike’s Rap», «Ike’s Rap II», «Ike’s Rap III» и так далее. «Сексуально произносимые хриплым голосом „рэпы“ Хейза стали ключевыми компонентами его фирменного звучания». Del the Funky Homosapien аналогичным образом утверждает, что рэп использовался для обозначения речи в стилистической манере в начале 1970-х годов: «Я родился в 72-м… тогда рэп означал, по сути, то, что ты пытался передать, пытался убедить кого-то. Вот что такое рэп, это то, как ты говоришь.».

### Корни
Исполнение рэпа восходит к африканским корням. За столетия до того, как появилась хип-хоп-музыка, гриоты Западной Африки рассказывали истории ритмично, под барабаны и немногочисленные инструменты. Такие связи были признаны многими современными артистами, современными «гриотами», артистами художественной речи, основными новостными источниками и учёными. Рэп-лирика и музыка являются частью «Чёрного риторического континуума», продолжая прежние традиции их развития за счёт «творческого использования языка и риторических стилей и стратегий».
Блюз, уходящий корнями в рабочие песни и духовные песни рабства и находящийся под сильным влиянием западноафриканских музыкальных традиций, впервые был сыгран чернокожими американцами во время Прокламации об освобождении рабов. Лауреат премии Грэмми блюзовый музыкант/историк Элайджа Уолд и другие утверждали, что блюз исполнялся ещё в 1920-х годах. Уолд зашёл так далеко, что назвал хип-хоп «живым блюзом». Заметным примером рэпа в блюзе стала песня 1950 года «Gotta Let You Go» Джо Хилла Луиса.
Джаз, который возник на основе блюза и других афроамериканских и европейских музыкальных традиций и зародился в начале 20 века, также повлиял на хип-хоп и был назван предшественником хип-хопа. Не только джазовая музыка и тексты, но и джазовая поэзия. По словам Джона Собола, джазового музыканта и поэта, написавшего Digitopia Blues, рэп «имеет поразительное сходство с эволюцией джаза как стилистически, так и формально». Боксёр Мухаммед Али предвидел элементы рэпа, часто используя рифму и устную поэзию, как для тех времён, когда он нёс всякую ерунду на ринге, так и в качестве политической поэзии для своей активности за пределами бокса, прокладывая путь группе The Last Poets в 1968 году, Гил Скотт-Херону в 1970 году и появлению рэп-музыки в 1970-х.
Предшественники также существуют в неафриканских/афроамериканских традициях, особенно в водевилях и музыкальном театре. Похожей традицией является песня со скороговоркой Гилберта и Салливана, но она берёт своё начало в более ранней итальянской опере. Музыкальный номер «Rock Island» из мюзикла Мередит Уилсон целиком озвучен ансамблем коммивояжеров, как и большинство номеров британского актёра Рекса Харрисона в мюзикле Лернера и Лоу «Моя прекрасная леди» 1964 года. В песнях Гленна Миллера «The Lady’s in Love with You» и «The Little Man Who Not There» (обе 1939 года) есть чёткая рэп-последовательность, идущая в такт, как и в песне 1937 года «Doin' the Jive». В музыкальном театре термин «вамп» идентичен его значению в джазе, госпеле и фанке, и он выполняет ту же функцию. Полуразговорная музыка уже давно стала особенно популярной в британских развлечениях, и такие примеры, как тема Дэвида Крофта из ситкома 1970 года Are You Being Served? имеет элементы, неотличимые от современного рэпа.
В классической музыке полуразговорная музыка была популярно стилизована композитором Арнольдом Шенбергом как Sprechstimme и широко использовалась в «Географической фуге» Эрнста Тоха 1924 года для разговорного хора и финальной сцены в балете Дариуса Мийо 1915 года «Choéphores». На поле французского шансона, питаемого сильной поэтической традицией, такие авторы-исполнители, как Лео Ферре или Серж Генсбур, с самого начала 1970-х годов использовали разговорную речь вместо рока или симфонической музыки. Хотя они, вероятно, не оказали прямого влияния на развитие рэпа в афроамериканской культурной сфере, они проложили путь к принятию разговорной речи в музыке в области средств массовой информации, а также предоставили более широкий фон в целом ряде различных культурных контекстов, отличных от афроамериканского опыта, к которому позже можно было привязать рэп.
С упадком диско в начале 1980-х рэп стал новой формой самовыражения. Рэп возник в результате музыкальных экспериментов с рифмованной, ритмичной речью. Рэп был отходом от диско. Шерли Энн Уильямс упоминает развитие рэпа как «анти-диско» по стилю и средствам воспроизведения. Ранние рэп-произведения после диско стремились к более упрощённому способу создания треков, которые они должны были петь. Уильямс объясняет, как рэп-композиторы и диджеи противопоставили сильно оркестрованным и ритмичным мультитрекам диско «брейкбиты», которые были созданы путём компиляции различных записей из множества жанров и не требовали оборудования профессиональных студий звукозаписи. В профессиональных студиях не было необходимости, поэтому выпуск рэпа открывался для молодёжи, которая, как объясняет Уильямс, чувствовала себя «заблокированной» из-за капитала, необходимого для производства записей диско.
Более непосредственно относящимися к афроамериканскому сообществу были такие предметы, как школьные песнопения и насмешки, игры в хлопки, стишки со скакалкой, некоторые из которых были связаны с неписаными народными историями, насчитывающими сотни лет и принадлежащими разным национальностям. Иногда в этих материалах содержатся оскорбительные тексты на расовой почве. Смежная область, которая не является, строго говоря, фольклором, — это ритмичное приветствие и чирлидинг для военных и спорта.

### Прото-рэп
В своём рассказе между треками в джазовом альбоме Джорджа Рассела 1958 года New York, N.Y. певец Джон Хендрикс записал что-то близкое к современному рэпу, поскольку всё это рифмовалось и было исполнено в модной, ритмичной манере. Художественные формы, такие как устная джазовая поэзия и комедийные записи, оказали влияние на первых рэперов. Coke La Rock, которого часто называют первым хип-хоп-MC, отмечает, что на его стиль повлияли такие исполнители, как The Last Poets, а также комики, такие как Wild Man Steve и Ричард Прайор. Комик Руди Рэй Мур выпустил в 1960-х и 1970-х годах из-под прилавка альбомы, такие как This Pussy Belongs To Me (1970), который содержал «непристойные, откровенно сексуальные рифмы, которые часто были связаны с сутенёрами, проститутками, игроками и жуликами», что позже привело к тому, что его назвали «Крёстным отцом рэпа».
Гил Скотт-Херон, джазовый поэт/музыкант, оказал влияние на таких рэперов, как Chuck D и KRS-One. Сам же Скотт-Херон находился под влиянием Мелвина Ван Пиблза, первым альбомом которого был Brer Soul 1968 года. Ван Пиблз описывает свой вокальный стиль как «старый южный стиль», на который повлияли певцы, которых он слышал, когда рос в Южном Чикаго. Ван Пиблз также сказал, что на него повлияли старые формы афро-американской музыки: «… такие люди, как Блайнд Лемон Джефферсон и полевые крикуны. На меня также повлияли стили произносимых слов из Германии, с которыми я столкнулся, когда жил во Франции.».
В середине 20 века музыкальная культура стран Карибского бассейна постоянно находилась под влиянием одновременных изменений в американской музыке. Ещё в 1956 году диджеи произносили слова нараспев (африканская традиция «отчеканенных» историй о героизме) поверх так называемых ямайских даб-битов. Это называлось «рэп», что расширило прежнее значение этого слова в афроамериканском сообществе — «обсуждать или дискутировать непринуждённо».
Раннее исполнение рэпа в хип-хопе сформировалось из объявлений диджея и мастера церемоний (MC), сделанных через микрофон на вечеринках, а позже превратилось в более сложный рэп. Grandmaster Caz заявляет: «Микрофон использовался только для объявлений, например, когда должна была состояться следующая вечеринка или на вечеринку приходили мамы людей в поисках их, и вы должны объявить об этом в микрофон. Различные диджеи начали приукрашивать то, что они говорили. Я мог сделать такое объявление, и кто-нибудь, услышав его, добавлял что-то к нему. Я мог услышать его снова и продолжить дальше, пока объявление не превратилось бы из строк в предложения, в абзацы, в стихи, в рифмы.».
Одним из первых рэперов в начале хип-хоп-периода, в конце 1970-х годов, был также первый хип-хоп-диджей Кул Герк. Герк, ямайский иммигрант, начал произносить простой рэп на своих вечеринках, которые, как некоторые утверждают, были вдохновлены ямайской традицией произношения слов нараспев. Однако сам Кул Герк отрицает эту связь (в книге «Хип-хоп» 1984 года), говоря: «Ямайское чтение нараспев? Нет, нет. Никакой связи. Я не мог играть регги в Бронксе. Люди не приняли бы этого. Моим вдохновением для рэпа является Джеймс Браун и альбом Hustler’s Convention». Герк также отмечает, что он был слишком молод, когда был на Ямайке, чтобы участвовать в их музыкальных вечеринках: «Я не мог туда попасть. Не мог. Мне было десять, одиннадцать лет», и что, пока он был на Ямайке, он слушал Джеймса Брауна: «Я слушал американскую музыку на Ямайке и моим любимым исполнителем был Джеймс Браун. Вот, кто вдохновил меня. Большинство записей, которые я играл, принадлежали Джеймсу Брауну».
Однако с точки зрения того, что в 2010-х годах считалось «рэпом», источником был Манхэттен. Pete DJ Jones сказал, что первым, от кого он услышал рэп, был DJ Hollywood, уроженец Гарлема (а не Бронкса), который был диджеем в театре Apollo. Кёртис Блоу также говорит, что первым, от кого он услышал рифму, был DJ Hollywood. В интервью 2014 года Hollywood сказал: «До меня все просто объявляли. Раньше мне нравилось, как диджей Фрэнки Крокер говорил что-то поверх трека, но его голос не был синкопирован с треком. Ребята тогда не интересовались музыкой. Я хотел плыть вместе с треком». И в 1975 году он положил начало тому, что стало известно как стиль хип-хопа, рифмуя синкопированно под ритм существующей записи непрерывно в течение почти минуты. Он адаптировал лирику Айзека Хейза из песни «Good Love 6-9969» и зарифмовал её поверх фрагмента песни «Love is the Message». Его партнёр Кевин Смит, более известный как Lovebug Starski, взял этот новый стиль и представил его на хип-хоп-вечеринке в Бронксе, которая до этого состояла из диджеинга и бибоинга (или битбокса) с традиционным «выкрикивающим» стилем исполнения рэпа.
Стиль, который создал Hollywood, а его партнёр привнёс в хип-хоп, быстро стал стандартом. Что же на самом деле сделал Hollywood? Он создал «флоу». До этого все МС рифмовали на основе радио-диджеев. Обычно их рэп состоял из коротких строчек, которые были тематически разделены; они были отделены друг от друга. Но благодаря Hollywood, использующему тексты песен, его рифмам был присущ флоу и тема. Это изменило правила игры. К концу 1970-х годов такие артисты, как Кёртис Блоу и The Sugarhill Gang, только начинали получать радиоэфир и оказывать влияние далеко за пределами Нью-Йорка в национальном масштабе. Сингл Blondie 1981 года, «Rapture», был одной из первых песен с рэпом, которая возглавила американский чарт Billboard Hot 100.

## Рэп в СССР
В СССР рэп появился в 1980-е годы с развитием дискотек и деятельности диск-жокеев. В 1983−1984 годах были зафиксированы первые эксперименты с рэпом. Однако рэп, в отличие от рока, тогда не прижился. Впервые рэп на русском языке прозвучал из уст куйбышевского диск-жокея Александра А́строва. В конце 1983 года А́стров предложил местной рок-группе «Час пик», в которой он работал звукооператором и был автором большинства текстов, записать для его дискотеки «Канон» несколько оригинальных номеров для областного конкурса дискотек в Тольятти. В качестве музыкальной основы для эксперимента был взят сингл британского рок-музыканта Captain Sensible «Wot» (1982), а также сингл американской рэп-группы The Sugarhill Gang «Rapper’s Delight» (1979). Рэп был исполнен А́стровым в стилистике группы The Sugarhill Gang, однако не нёс однозначной смысловой нагрузки. Копия записи случайным образом отправилась в Москву, вернувшись обратно в Куйбышев через год в виде 25-минутного магнитоальбома «Рэп» (1984).
В 1985 году рэп стал появляться в творчестве рок-исполнителей. Константин Кинчев из рок-группы «Алиса» исполнил речитатив в песне «Меломан», завершавшийся фразой «И вот пою ещё одну песню в стиле рэп». Композиция была выпущена в альбоме «Энергия» (1988). Группа «Братья по разуму» записала «Рэп-скрэтч». Речитатив также был замечен в творчестве рок-группы «Бэд Бойз», вокалиста которой «местами заносило в сторону самопального советского рэпа».
В 1986 году куйбышевские музыканты «Часа пик», «Приёма по личным вопросам» и «Седьмой ступени» объединились в группу «Синтез» и записали номер в стиле рэп — «Пляж», взяв в качестве основы инструментальную запись группы Grandmaster Flash & The Furious Five.
В мае 1987 года Константин Кинчев («Алиса») написал песню «Тыр-тыр-тыр (Тоталитарный рэп)», в которой рэп прозвучал как синоним жёсткого государственного контроля. Композиция вышла в альбоме «Шестой лесничий» (1989). Музыкальный критик Артемий Троицкий в своей книге «Поп-лексикон» (1990) назвал Кинчева «главным популяризатором рэпа в СССР». Летом 1987 года диск-жокей и певец Сергей Минаев записал сатирический «Рэп диск-жокея» («Худсовет») для альбома «Радио «Абракадабра»». Это было переложение композиции «Holiday Rap», выпущенной годом раньше голландским хип-хоп-дуэтом MC Miker G & DJ Sven на музыку песни «Holiday» Мадонны. В 1987 году рэп стал основой двух песен рок-группы «Телевизор»: в песне «Мы идём» был отмечен «механичный электронный рэп», а в «Сыт по горло» — заводной рэп с фанковой основой. В 1987 году появился дуэт «Лёгкий Бум», выступающий на студенческих дискотеках МГУ. В своей заранее записанной программе диск-жокеи Виктор Савюк и Сергей Осенев использовали рэп для представления чужих произведений. За три года они выпустили девять магнитоальбомов: первая сторона с подборкой отечественных песен именовалась «совок», а вторая — «запад». Дуэт активно выступал в Москве и гастролировал, снялся в телепрограмме «Оба-на!», после чего распался в начале 1991 года. В 1987 году диск-жокей Андрей «Василич» Статуев создал в ДК «Подмосковье» клуб популярной музыки «Диско-7», в рамках которого выпустил магнитоальбом «Дискотека в стиле рэп» (программа «Диско-7 in Rap»), в котором также использовал рэп для представления чужих произведений.
В 1988 году лирический русский рэп был замечен в композиции «Аптека» Александра Лаэртского в альбоме «Пионерская зорька». Андрей Державин и группа «Сталкер» записали в стиле рэп «Новости из первых рук», спровоцировав тем самым волну интереса к группе («Я подпрыгиваю вниз, вращаюсь. Я выбираю как мне одеться. 27 — это явно не старость. А рэп мне просто способ согреться»). Николай Парфенюк исполнил речитатив в песне «Мистер Брейк» в рок-опере «Улица», видеоверсия которой была показана на телеканале «2х2» в 1989 году. Одесская комик-труппа «Маски» продемонстрировала рэп в песнях «Задание выполнено» (1988) и «Maski Rap» (1989).
В 1989 году в московском ДК «Орион» «Студия класс» (Владимир Фонарёв и Лика Павлова) совместно с Сергеем Обуховым начала проводить шоу дискотек, своеобразный смотр достижений московских коллективов, на которых рэп использовался для объявления чужих произведений.
В 1989 году в Ленинграде появились первые рэп-группы. Музыкальный продюсер Владимир Киселёв создал рэп-группу «Чёрное и Белое», в состав которой вошли Игорь Голубев и Родион Чистяков, а через два месяца к ним присоединились танцоры брейк-данса из коллектива «Стоп». Ленинградская театр-студия пантомимы Terra Mobile записала три песни в стиле рэп: «В городе танки», «Улицы-дома» и «1000 людей». Сразу после окончания школы Денис «Тенгиз» Чернышов и Мераб «Хотаб» Садыков создали рэп-группу «Термоядерный Джем». Вдохновившись появлением рэперов на августовском брейк-данс-фестивале «Papuga-89» (Паланга, Литва), Сергей «Кефир» Лазарев, Владислав «DJ Вольф» Вайтехович и Дмитрий «DJ D» Ильин решили создать рэп-группу «Имя Защищено» и записали песню «Ленинград». Осенью Влад Валов («Шеff») и Глеб Матвеев («DJ LA») создали танцевальный брейк-данс-коллектив Bad Balance, но первые рэп-песни были записаны ими только в 1991 году с приходом «Михея». В Москве также начали появляться рэп-группы. Осенью брейк-данс-коллектив «Меркурий» преобразовался в рэп-группу D.M.J. и записал три песни — «Безумная тусовка», «Бьёт 12-й час», «Уличные звёзды» — которые увидят свет спустя много лет. В качестве аналога были взяты американские группы Beastie Boys и DJ Jazzy Jeff & the Fresh Prince. В конце 1990 года московские брейкеры Андрей «Ганс Хольман» Савченко, Андрей «Дельфин» Лысиков и Олег «Олень» Башкатов начали репетировать в домашних условиях под именем «Дубовый Гай», однако первые песни будут записаны ими на студии только в 1992 году.
В 1991 году бывшие участники рок-группы «Звуки Му», Алексей Павлов и Павел Хотин, образовали в Москве техно-рэп-джаз-группу «MD & C Павлов». Коллектив успешно дебютировал на фестивале «Рэп-пик-91», но первый альбом вышел только в 1993 году. Богдан Титомир покинул группу «Кар-Мэн» и занялся сольным творчеством, выпустив в ноябре того же года синглы «Делай как я» и «Ерунда» из будущего альбома «Высокая энергия» (1992). Летом того же года рэп-группа «Мальчишник» дебютировала на телеканале «2х2» с видеоклипом на песню «Ночь» из будущего альбома «Поговорим о сексе» (1992). В том же году Игорь Тальков вводил в песни элементы набирающего популярность рэпа («Метаморфоза» и «КПСС»).
19, 20 и 21 апреля 1991 года в Ленинградском дворце молодёжи состоялся первый Всесоюзный фестиваль рэп-музыки «Рэп-пик-91», организованный диджеями Андреем «Репой» Репниковым и Александром Чибисом (творческий центр «Арт-Шоп»). На фестивале участвовали сильнейшие рэп-команды Ленинграда, Москвы, Калининграда, Риги, Петрозаводска, Киева, Таллина. В финале на сцену были приглашены группы «Термоядерный Джем» и Bad Balance, где победителей определили зрители: первое место заняла группа «Термоядерный Джем», а второе — досталось группе Bad Balance.

## Интересные факты
Задолго до появления современного рэпа, песня в аналогичном стиле появилась в репертуаре известного итальянского певца и актёра Адриано Челентано. Ещё в начале 1970-х годов Адриано придумал и создал музыкальный номер под названием «Prisencolinensinainciusol», в котором он исполнял речитативом фразы, написанные на вымышленном языке, по звучанию напоминавшем смесь английского с итальянским. И только через десять лет этот новый музыкальный стиль перекочевал в США. Сам Челентано на концерте в СССР 1987 года заявлял, что этим номером он хотел сказать о некоммуникабельности некоторых людей.